# Guillaume-Thomas Raynal
Guillaume Thomas François Raynal, llamado abate Raynal (Lapanouse, Francia, 12 de abril de 1713-Passy, Francia, 6 de marzo de 1796) fue un escritor y pensador francés.

## Biografía
Guillaume-Thomas Raynal es ordenado, tras largos estudios con los jesuitas, sacerdote en 1733, más como una forma de promoción social que por convicción. En 1746 es asignado a la iglesia de Saint-Sulpice en París, dónde, para mejorar su situación económica, hará de preceptor para algunas grandes familias. No duda tampoco en cometer simonía vendiendo sermones a compañeros menos inspirados que él. Sin embargo el escándalo surgirá cuando se descubre que ha aceptado inhumar a protestantes como católicos a cambio de dinero. Raynal estará siempre ligado a lo largo de su vida a los protestantes.
Abandona Saint-Sulpice y comienza a frecuentar los salones, como el de Marie-Thérèse Geoffrin, donde se da a conocer como el apóstol de la libertad. Reúne una pequeña fortuna imprimiendo sus propias obras, encargándose también de su distribución. También escribe obras por encargo para los grandes de la época, como por ejemplo para el duque de Choiseul, lo que le valdrá ser nombrado, por servicios prestados, director del Mercure de France en 1750.
Habiendo hecho figurar un grabado con su retrato en la tercera edición de su Histoire des deux Indes (Historia de las dos Indias), lo que equivalía a reconocer la autoría de la obra, es obligado a huir en 1781. Huye a Suiza, donde hacer erigir un monumento a la gloria de la libertad. De allí pasa a la corte de Federico II de Prusia, luego a la de Catalina II de Rusia, sin dejar de asegurarse de la reedición de su obra.
Autorizado a volver a Francia en 1784, se le prohíbe sin embargo la estancia en París. Se instala en Toulon, luego en Marsella y se convierte en fundador de premios académicos y de beneficencia que prolongarán el éxito de su obra en las grandes academias europeas. 
En 1789 invoca, para rechazar un asiento en los États Généraux, su avanzada edad, lo que no le impedirá dos años más tarde denunciar los excesos de la Revolución francesa, a esos revolucionarios que veían en él un padre fundador. En su carta Lettre à l’Assemblée nationale (Carta a la Asamblea Nacional) enviada el 31 de mayo de 1791 comenta: « ... he hablado a los reyes de sus deberes, aguantad hoy que hable al pueblo de sus errores». Su prestigio y su popularidad son tales que los revolucionarios engañados de esta manera no osaron hacerle lo mismo que a Condorcet. En lugar de enviarlo a la guillotina, prefirieron denigrar su intervención acusándolo de senilidad.
Fue elegido miembro del Institut de France en 1795, pocos meses antes de su muerte. Se excusará con su avanzada edad para rechazar la promoción.

## Obra

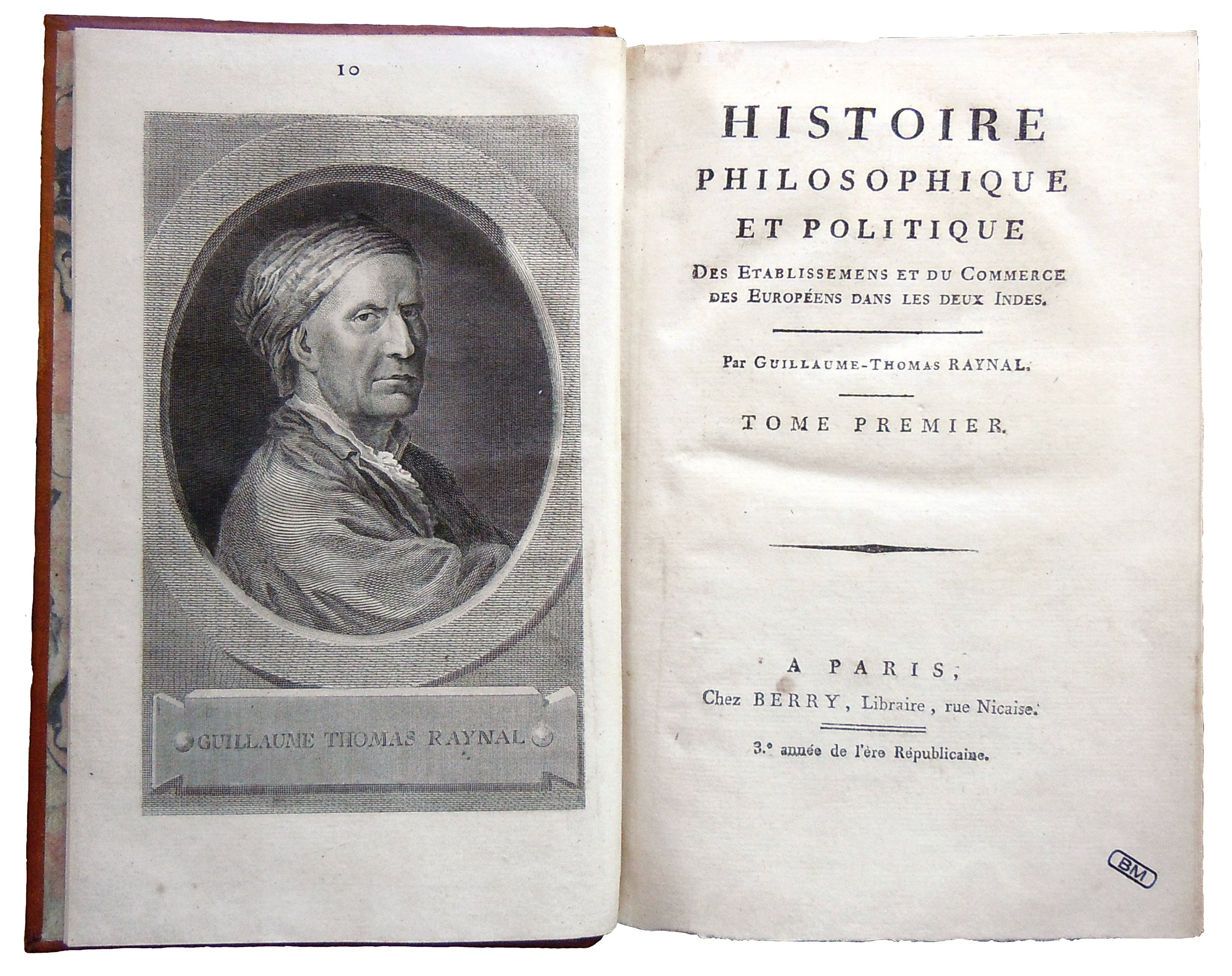
Histoire philosophique, 1794.

Comienza a publicar sus primeros textos en Nouvelles littéraires (1747-1755), que servirán como introducción a la Correspondance littéraire de Frédéric-Melchior Grimm, además de obras políticas y de historia por encargo del gobierno como Histoire du Stadhoudérat (1747) y Histoire du Parlement d’Angleterre (1748).
Publicó numerosas obras históricas o filosóficas de menor importancia hasta la primera edición de 1770 de su Histoire philosophique et politique des établissements et du commerce des Européens dans les deux Indes (Historia filosófica y política de los establecimientos y del comercio de los europeos en las dos Indias) que apareció de forma anónima. La obra es una auténtica enciclopedia del anticolonialismo del siglo XVIII. Se trata de unos de esos viajes filosóficos muy a la moda en la época, poco documentado pero lleno de reflexiones sobre la ley natural y denuncias mordaces del despotismo, del clero y del colonialismo. No duda en recurrir a la colaboración de otros escritores como d'Holbach o Diderot, a los que debe los pasajes más notables y que harán que sea comparado ventajosamente con Voltaire o Rousseau.
Prohibida en 1772, la Histoire des deux Indes será publicada de nuevo por Raynal en 1774 e inmediatamente recogida en el Index por la Iglesia. En 1780 publica su tercera edición, aún más virulenta que las dos precedentes y que implícitamente acepta como suya. Condenado por el Parlamento de París, la obra es quemada por el verdugo en la plaza púbica, lo que le asegura un éxito considerable.
La Histoire des deux Indes también ha sido el tema de la Lettre apologétique de l’abbé Raynal à Monsieur Grimm (Carta apologética del abbé Raynal a Monsieur Grimm, 1781) de Diderot. En esa carta, que Diderot no envió nunca, acusa violentamente a Grimm, que había criticado a Raynal, por haber desvelado su identidad en la tercera edición de Histoire des deux Indes, de haberse vendido a los grandes: «ya no os reconozco; os habéis convertido, sin sospecharlo quizás, en uno de los más ocultos, pero uno de los más peligrosos antifilósofos. Vivís con nosotros, pero nos odiáis.». Diderot, cuya autoría en la obra seguramente no era ajena a su indignación, no se había equivocado sin embargo: tras la Revolución, Grimm abandonó Francia y se dedicó a criticar la revolución.

## Obras en la red
- Anecdotes historiques, militaires et politiques de l'Europe depuis l'élévation de Charles-Quint au thrône de l'Empire, jusqu'au traité d'Aix-la-Chapelle en 1748, Amsterdam, Arkslée & Merkus, 1753
- Anecdotes littéraires, ou Histoire de ce qui est arrivé de plus singulier & et de plus intéressant aux écrivains françois, depuis le renouvellement des lettres sous François I.er jusqu'à nos jours, La Haye, Pierre Gosse junior, 1756
- Correspondance littéraire, philosophique et critique revue sur les textes originaux comprenant les fragments supprimés en 1813 par la censure, les parties inédites conservées à la bibliothèque ducale de Gotha et à l'Arsenal à Paris par Grimm, Diderot, Raynal, Meister, etc.
- École militaire : ouvrage composé par ordre du gouvernement, Paris, Durand, 1762
- Épices et produits coloniaux, Paris, Éd. La bibliothèque, 1992
- Esprit et génie de M. l'abbé Reynal, Genève, J. Léonard, 1782
- Histoire philosophique et politique des établissemens & du commerce des européens dans les deux Indes, Amsterdam, [s.n.], 1770
- L'abbé Raynal aux États généraux, Marseille [s.n.], 1789
- Révolution de l'Amérique, Londres, L. Davis ; La Haye, P. F. Gosse, 1781